# Katastrofa lotu Aero Caribbean 883
Katastrofa lotu Aero Caribbean 883 wydarzyła się 4 listopada 2010 roku w miejscowości Guasimal na Kubie. W wyniku katastrofy śmierć poniosło 68 osób (61 pasażerów i 7 członków załogi) – wszyscy na pokładzie.
Samolot odbywał lot na trasie Port-au-Prince – Santiago de Cuba – Hawana.

## Narodowości ofiar katastrofy
| Kraj      | Pasażerowie | Załoga | Razem |
| --------- | ----------- | ------ | ----- |
| Kuba      | 33          | 7      | 40    |
| Argentyna | 10          | -      | 10    |
| Meksyk    | 7           | -      | 7     |
| Holandia  | 3           | -      | 3     |
| Australia | 2           | -      | 2     |
| Francja   | 1           | -      | 1     |
| Hiszpania | 1           | -      | 1     |
| Japonia   | 1           | -      | 1     |
| Niemcy    | 1           | -      | 1     |
| Włochy    | 1           | -      | 1     |
| Wenezuela | 1           | -      | 1     |
| Razem:    | 61          | 7      | 68    |